# Лагутенко Ілля Ігорович
Ілля́ І́горович Лагуте́нко (16 жовтня 1968, Москва, СРСР) — російський рок-музикант, лідер гурту «Мумий Тролль». За освітою сходознавець. Онук будівельника, Героя Соціалістичної Праці Віталія Павловича Лагутенка.

## Життєпис
Народився 16 жовтня 1968 року в Москві.
В 1969 року після смерті батька, архітектора Ігора Віталійовича Лагутенка (помер після невдалої операції з видалення апендиксу, коли Іллі було шість місяців), сім'я переїхала до рідного міста матері: Олени Борисівни Кібіткіної (художник-модельєр)— Владивосток.

### Освіта
Успішно навчався в середній школі № 9 з поглибленим вивченням китайської мови. Співав у дитячому хорі, з яким об'їздив півкраїни. Перший музичний гурт — «Боні Пі» — Ілля заснував у дитинстві.
Закінчив Далекосхідний державний університет, Східний факультет (нині — Східний інститут ДСДУ) за спеціальністю «Країнознавство» (сходознавство й африканістика).

### Кар'єра
1983 року організував рок-гурт «Муми Тролль», згодом перейменований у «Мумий Тролль». Служив у лавах Червонознаменного Тихоокеанського Флоту. Стажувався та працював у КНР та Великій Британії як консультант комерційних фірм.
«Мумий Тролль» поновив свою діяльність наприкінці 90-х. День виходу альбому «Морская» — 2 квітня 1997 року — став переломним в усій історії російського рок-н-ролу. Популярність Іллі Лагутенка та гурту «Мумий Тролль» за короткий час досягла небувалих вершин. Гурт витримав роки шаленої слави й міцно посів місце на рок-Олімпу.
Спробував себе в малюванні, в моді, в кінематографі — як музикант і як актор. «Мумий Тролль» був першим у Росії, хто підтримав організацію PSI з боротьби зі СНІДом. Ілля Лагутенко — представник Росії в Міжнародній коаліції із захисту тигрів (International Tiger Coalition).
Ілля Лагутенко був ініціатором створення першої в Росії соціальної мережі для творчих людей ikra.tv.
Член опікунської ради фонду «Батані».
Колумніст програми «Інфоманія» на СТС.

## Сім'я
- Батько Ігор Віталійович Лагутенко — архітектор[2].
- Вітчим Кібіткін — капітан далекого плавання.
- Мати Олена Борисівна Кібіткіна — художник-модельєр[2].
- Бабуся Вероніка Йосипівна Савченко (Лагутенко) (викладач у Московському університеті)[2][3]
- Дідусь Віталій Павлович Лагутенко — архітектор
- Дідусь Микола Іванович Савченко (або Анатолій[2]), ректор одного з вишів Владивостоку. (Савченко — другий чоловік бабусі. Бабусю Ілля бачив рідко — вона жила в Москві). (Дід приходив на всі батьківські збори) (викладав радіоелектроніку, записував казки на магнітофон для онука)[1][4]
- Прадід (із інтелігентної польської сім'ї), емігрувавши під час Першої світової війни з Польщі до Росії, двадцять років потому був розстріляним більшовиками за звинуваченням у «японсько-німецько-польському шпигунстві» у приморському місті Артемі 1937 року. На пам'ять про прадіда в Іллі зберігаються срібні запонки.[5]
- Прабабуся за матір'ю теж із польської сім'ї з Китаю переїхали на Далекий Схід, а потім знов до Китаю. Після війни жили в Магадані. Бабуся народилася в Магадані, й мати теж у Магадані[4]
- Сестра Марія Кібіткіна[2].

## Особисте життя
- Перша (1987—2003) дружина Олена Лагутенко (Тройновська)(5 травня[6])[7] — за професією іхтіолог, менеджер гурту «Брати Грім»[8]
- Син Ігор Лагутенко (17.05.1988[6])[2] навчається в Лондоні[6]
- Цивільна дружина (2003—2005) — Надія Сказка (модельєр й акторка Надія Силенська)[9][10]
- Друга дружина (із зими 2007—2008[11] або з 5 липня 2009[12]) Ганна Жукова (1979)[13] — гімнастка та модель[14]
- Її сестра Ніна Жукова — модель[13]
- Теща Валентина Володимирівна Жукова живе в Читі, зараз на пенсії, була відомим тренером із художньої гімнастики.[13]
- Донька Валентина-Вероніка, або просто Віві (жовтень 2008)[13]
- Донька Летиція (квітень 2010)[15]

## Громадянська позиція
2 березня 2022 року, після повномасштабного вторгнення РФ до України, на сайті гурту «Мумий Тролль» було викладено повідомлення російською та англійською мовами про припинення концертної діяльності. Заява містить твердження про необхідність термінового відновлення миру і супроводжується хештегами «#нет войне» и «#дайте миру шанс».

## Фільмографія
1. 2004 — Нічна Варта — вампір Андрій
2. 2004 — Викрадачі книг (рос. Похитители книг) — музикант, музика
3. 2004 — Незнайко та Баррабас — музика
4. 2005 — Денна Варта — музика
5. 2006 — Космічний рейс — музика
6. 2006 — Знаки кохання — музика
7. 2006 — Пітер FM — музика
8. 2006 — Зоряні канікули — капітан піратів
9. 2008 ― День радіо ― камео
10. 2008 — Панда Кунг-Фу — російське озвучування, майстер Мавпа
11. 2008 — Більше за Бена — музика
12. 2008 — С.С.Д. — камео, музика
13. 2009 — Маргоша — музика
14. 2010 — Діамантова рука-2 — камео, музика

## Книги
2009 — «Книга подорожей. Мій Схід» (рос. «Книга странствий. Мой Восток»)

## Дискографія «Мумий Тролля»
- Новая луна апреля (1985)
- Делай Ю Ю (1990)
- Морская (1997)
- Икра (1997)
- Шамора (1998)
- Точно ртуть алоэ (2000)
- Меамуры (2002)
- Похитители книг (2004)
- Слияние и поглощение (2005)
- Амба (2007)
- 8 (2008)
- Редкие земли (2010)
- Vladivostok (2012)
- SOS матросу (2013)
- Пиратские копии (2015)
- Malibu Alibi (2016)
- ВОСТОК Х СЕВЕРОЗАПАД (2018)

## Цікаві факти
- Ілля Лагутенко — онук Віталія Павловича Лагутенка, автора проекту житлових будинків серії К-7 (знаменитих «хрущовок»).